# Frida Östberg
Frida Östberg (ur. 10 grudnia 1977 w Örnsköldsvik) – szwedzka piłkarka grająca na pozycji obrońcy, zawodniczka Linköpings FC i reprezentacji Szwecji, uczestniczka Mistrzostw Europy 2001, Mistrzostw Świata 2003, Mistrzostw Europy 2005, Mistrzostw Świata 2007.